# A Day at the Races Tour
A Day at the Races Tour fue una gira de conciertos realizada por la banda de rock británico Queen, para promocionar el álbum A Day at the Races. Fue un tour relativamente corto en comparación a otras giras de la banda, solo se dieron en Norteamérica y Europa.

## Repertorio

### Norteamérica
1. Tie Your Mother Down
2. Ogre Battle
3. White Queen (As It Began)
4. Somebody To Love
5. Killer Queen
6. The Millionaire Waltz
7. You're My Best Friend
8. Sweet Lady
9. Brighton Rock
10. '39
11. You Take My Breath Away
12. White Man
13. Vocal Improvisation
14. The Prophet's Song
15. Bohemian Rhapsody
16. Stone Cold Crazy
17. Keep Yourself Alive
18. Liar
19. In the Lap of the Gods... Revisited
20. Now I'm Here
21. Big Spender
22. Jailhouse Rock
23. God Save The Queen

### Europa
1. Tie Your Mother Down
2. Ogre Battle
3. White Queen (As It Began)
4. Somebody To Love
5. Killer Queen
6. Good Old-Fashioned Lover Boy
7. The Millionaire Waltz
8. You're My Best Friend
9. Bring Back that Leroy Brown
10. Death On Two Legs (Dedicated To...)
11. Sweet Lady
12. Brighton Rock
13. '39
14. You Take My Breath Away
15. White Man
16. Vocal Improvisation
17. The Prophet's Song
18. Bohemian Rhapsody
19. Stone Cold Crazy
20. Keep Yourself Alive
21. Now I'm Here
22. Liar
23. Jailhouse Rock
24. God Save The Queen

Canciones Raramente Interpretadas en Europa
- Big Spender
- I'm a Man
- In the Lap of the Gods... Revisited
- Mannish Boy
- Doing All Right
- Lucille
- Saturday's Night Alright For Fighting
- Procession (Solo en Earl's Court)
- Stupid Cupid
- Be Bop A Lula

## Fechas del Tour
| Fecha                 | Ciudad                 | País           | Lugar                    |
| --------------------- | ---------------------- | -------------- | ------------------------ |
| Norteamérica          |                        |                |                          |
| 13 de enero de 1977   | Milwaukee              | Estados Unidos | Auditorium               |
| 14 de enero de 1977   | Madison                | Estados Unidos | Dane County Coliseum     |
| 15 de enero de 1977   | Columbus               | Estados Unidos | St. John Auditorium      |
| 16 de enero de 1977   | Indianapolis           | Estados Unidos | Convention Center        |
| 18 de enero de 1977   | Detroit                | Estados Unidos | Cobo Hall                |
| 20 de enero de 1977   | Saginaw                | Estados Unidos | Civic Center             |
| 21 de enero de 1977   | Louisville             | Estados Unidos | The Gardens              |
| 22 de enero de 1977   | Kalamazoo              | Estados Unidos | Wings Stadium            |
| 23 de enero de 1977   | Richfield              | Estados Unidos | Coliseum                 |
| 25 de enero de 1977   | Ottawa                 | Canadá         | Ottawa Civic Center      |
| 26 de enero de 1977   | Montreal               | Canadá         | Forum                    |
| 28 de enero de 1977   | Chicago                | Estados Unidos | Chicago Stadium          |
| 30 de enero de 1977   | Toledo                 | Estados Unidos | Sports Arena             |
| 1° de febrero de 1977 | Toronto                | Canadá         | Maple Leaf Gardens       |
| 3 de febrero de 1977  | Springfield            | Estados Unidos | Springfield Civic Center |
| 4 de febrero de 1977  | College Park           | Estados Unidos | University of Maryland   |
| 5 de febrero de 1977  | Nueva York             | Estados Unidos | Madison Square Garden    |
| 6 de febrero de 1977  | Uniondale, Long Island | Estados Unidos | Nassau Colliseum         |
| 8 de febrero de 1977  | Syracuse               | Estados Unidos | War Memorial Auditorium  |
| 9 de febrero de 1977  | Boston                 | Estados Unidos | Boston Garden            |
| 10 de febrero de 1977 | Providence             | Estados Unidos | Providence Civic Center  |
| 11 de febrero de 1977 | Filadelfia             | Estados Unidos | Filadelfia Civic Center  |
| 19 de febrero de 1977 | Miami                  | Estados Unidos | Sportatorium             |
| 20 de febrero de 1977 | Lakeland               | Estados Unidos | Lakeland Civic Center    |
| 21 de febrero de 1977 | Atlanta                | Estados Unidos | Omni                     |
| 22 de febrero de 1977 | Birmingham             | Estados Unidos | Auditorium               |
| 23 de febrero de 1977 | St. Louis              | Estados Unidos | Kiel Auditorium          |
| 25 de febrero de 1977 | Dallas                 | Estados Unidos | Moody Colliseum          |
| 26 de febrero de 1977 | Houston                | Estados Unidos | Sam Houston              |
| 1° de marzo de 1977   | Phoenix                | Estados Unidos | Phoenix Colliseum        |
| 2 de marzo de 1977    | Inglewood              | Estados Unidos | Forum                    |
| 3 de marzo de 1977    | Inglewood              | Estados Unidos | Forum                    |
| 5 de marzo de 1977    | San Diego              | Estados Unidos | San Diego Sports Arena   |
| 6 de marzo de 1977    | San Francisco          | Estados Unidos | Winterland               |
| 11 de marzo de 1977   | Vancouver              | Canadá         | PNE Colliseum            |
| 12 de marzo de 1977   | Portland               | Estados Unidos | Paramount                |
| 13 de marzo de 1977   | Seattle                | Estados Unidos | Seattle Arena            |
| 16 de marzo de 1977   | Calgary                | Canadá         | Jubilee Auditorium       |
| 17 de marzo de 1977   | Calgary                | Canadá         | Jubilee Auditorium       |
| 18 de marzo de 1977   | Edmonton               | Canadá         | Northlands Arena         |
| Europa                |                        |                |                          |
| 8 de mayo de 1977     | Estocolmo              | Suecia         | Ice Stadium              |
| 10 de mayo de 1977    | Gotemburgo             | Suecia         | Scandinavium             |
| 12 de mayo de 1977    | Copenhague             | Dinamarca      | Broendby Hall            |
| 13 de mayo de 1977    | Hamburgo               | Alemania       | Congresscentrum          |
| 14 de mayo de 1977    | Fráncfort del Meno     | Alemania       | Festhalle                |
| 16 de mayo de 1977    | Düsseldorf             | Alemania       | Phillipshalle            |
| 17 de mayo de 1977    | Róterdam               | Países Bajos   | Ahoy Hall                |
| 19 de mayo de 1977    | Basilea                | Suiza          | Sporthalle               |
| 23 de mayo de 1977    | Bristol                | Reino Unido    | Hippodrome               |
| 24 de mayo de 1977    | Bristol                | Reino Unido    | Hippodrome               |
| 26 de mayo de 1977    | Southampton            | Reino Unido    | Gaumont                  |
| 27 de mayo de 1977    | Southampton            | Reino Unido    | Gaumont                  |
| 29 de mayo de 1977    | Stafford               | Reino Unido    | New Bingley Hall         |
| 30 de mayo de 1977    | Glasgow                | Reino Unido    | Apollo                   |
| 31 de mayo de 1977    | Glasgow                | Reino Unido    | Apollo                   |
| 2 de junio de 1977    | Liverpool              | Reino Unido    | Empire Theatre           |
| 3 de junio de 1977    | Liverpool              | Reino Unido    | Empire Theatre           |
| 6 de junio de 1977    | Londres                | Reino Unido    | Earl's Court             |
| 7 de junio de 1977    | Londres                | Reino Unido    | Earl's Court             |
|                       |                        |                |                          |

## Personal
- Freddie Mercury: voz, piano, pandereta
- Brian May: guitarra, voz
- Roger Taylor: percusión, voz
- John Deacon: bajo, voz, triángulo